# Polystoechotes punctata
Polystoechotes punctata là một loài côn trùng trong họ Polystoechotidae thuộc bộ Neuroptera. Loài này được Fabricius miêu tả năm 1793.